# Ravenia infelix
Ravenia infelix är en vinruteväxtart som beskrevs av Vell.. Ravenia infelix ingår i släktet Ravenia och familjen vinruteväxter. Inga underarter finns listade i Catalogue of Life.